# ペッター・アドルフ・カーステン

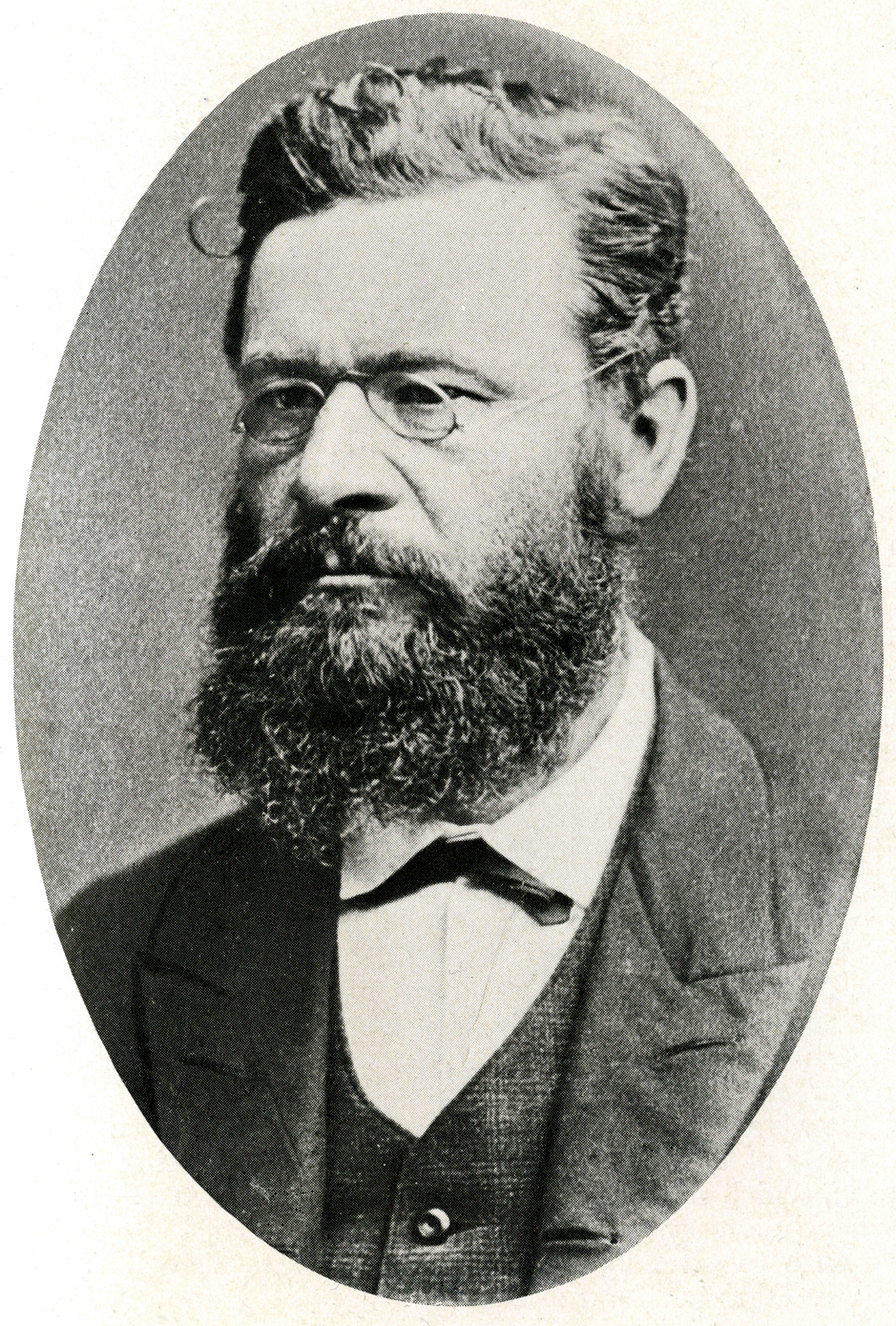
Petter Karsten

ペッター・アドルフ・カーステン（Petter Adolf Karsten、1834年2月16日 - 1917年3月22日）は、フィンランド大公国の菌学者である。19世紀後半のフィンランドの菌類の研究の第一人者である。
トゥルク近くのMerimaskuで生まれた。ヘルシンキ大学で学んだ後、タンメラに移り、教師をした後、Mustialan農業研究所（Mustialan Maatalousopistossa、現在はHAMK 大学の農学部）の研究者、講師として働いた。
自ら採集したものや協力者が採集した膨大な菌類のコレクションを作り上げ、200の新しい属や2000の新しい種を記載、命名した。菌類の研究に顕微鏡を用いる手法のパイオニアでもある。
フィンランド菌類学会の発行する学術誌"Karstenia"はカーステンを記念して命名されている。ヌメリガサ科の種Hygrophorus karstenii などに献名されている。

## 著書
- Mycologia fennica (fyra band, 1871-79)
- Rysslands, Finlands och den skandinaviska halföns hattsvampar (1879-82)
- Fungi Fennici exsiccati (1861-70)
- Finlands rost- och brandsvampar (1884)
- Finlands basidsvampar (1889ff)
- Finlands mögelsvampar (1892)